# بنجامين وليامز (منافس ألعاب قوى)
بنجامين وليامز (بالإنجليزية: Benjamin Williams)‏ هو منافس ألعاب قوى بريطاني، ولد في 25 يناير 1992.

## وصلات خارجية
- بنجامين وليامز على موقع الاتحاد الدولي لألعاب القوى (الإنجليزية)
- بنجامين وليامز على موقع الاتحاد الأوروبي لألعاب القوى (الإنجليزية)
- بنجامين وليامز على موقع الاتحاد البريطاني لألعاب القوى (الإنجليزية)
- بنجامين وليامز على موقع ThePowerOf10.info (الإنجليزية)
- بنجامين وليامز على موقع اللجنة الأولمبية الدولية (الإنجليزية)
- بنجامين وليامز على موقع أوليمبيديا (الإنجليزية)
- بنجامين وليامز على موقع اللجنة الأولمبية البريطانية (الإنجليزية)